# Henry S. Foote
Henry Stuart Foote, född 28 februari 1804 i Fauquier County, Virginia, död 20 maj 1880 i Nashville, Tennessee, var en amerikansk politiker (demokrat). Han representerade delstaten Mississippi i USA:s senat 1847-1852. Han var sedan guvernör i Mississippi 1852-1854. Han var känd för utkämpandet av dueller i sin ungdom och flydde från Alabama till Mississippi för att duellerna innebar ett brott mot lagen i Alabama.
Foote studerade vid Washington College (numera Washington and Lee University) i Virginia. Han kom 1830 till Vicksburg efter att ha varit ökänd som duellant i Alabama. Han blev en mycket förmögen advokat i Mississippi.
Foote efterträdde 1847 Joseph W. Chalmers som senator för Mississippi. Han talade ofta i senatens plenum och var även annars mycket pratsam till sin karaktär. Motståndarna blev ofta irriterade av hans ord och 1848 slogs han med Simon Cameron i senaten. Efter att ha hotat kollegan John P. Hale från New Hampshire med hängning om han kommer till Mississippi blev han kallad "Hangman Foote". Foote ångrade senare sitt utbrott och medgav att han med det hade hållit ett av de mest sårande parlamentariska tal någonsin.
Demokraten Foote spelade en central roll bakom 1850 års kompromiss. Han ville inte att USA skulle bryta samman och han vann guvernörsvalet i Mississippi 1851 med en unionistisk kampanj. Han avgick 1852 som senator för att tillträda som guvernör. Han efterträddes 1854 som guvernör av John J. Pettus. Han flyttade sedan till Kalifornien.
Foote flyttade till Tennessee innan amerikanska inbördeskriget bröt ut. Han representerade Tennessee i Amerikas konfedererade staters representanthus 1862-1865. Han var mycket kritisk mot Jefferson Davis krigspolitik.